# Calle & The Undervalleys
Calle & The Undervalleys består av Calle Kristiansson, Josef Underdal, Adrian Underdal, Arvid Nilsson och Joel Strömgren. 
Bandets Sångare och gitarrist Calle Kristiansson medverkade i TV-programmet Idol 2009 och hamnade på en hedervärd andraplats. Calle framförde under Idol låten Walking in Memphis vilken blev en hit och som ännu spelas flitigt i radio. När TV-programmet var slut sammanstrålade Calle Kristiansson med sitt gamla band Calle & The Undervalleys, och gav sig ut på en landsomfattande turné. Bandet har under sin turné mötts av mer eller mindre fullsatta spelningar och fantastiska recensioner.[källa behövs]
Den 15 juni 2011 släpptes det till största delen egenskrivna albumet "Valley Rally" som spelats in i legendariska Varispeed Studio med Acke Bengtsson (Lundell, Thåström, Håkan Hellström, The Hives med flera) som tekniker och producent, albumet innehåller singlarna "Stars" och "Lonely mothers holy land".

## Diskografi
- 2009: Shades of Blue
- 2010: Stars
- 2011: Lonely mothers holy land
- 2011: Valley Rally